# 23854 Rickschaffer
23854 Rickschaffer là một tiểu hành tinh vành đai chính với chu kỳ quỹ đạo là 1340.6415178 ngày (3.67 năm).
Nó được phát hiện ngày 14 tháng 9 năm 1998.